# Francisco Ribalta
 Francisco Ribalta  est un peintre baroque espagnol de sujets religieux, né le 2 juin 1565 à Solsona (Lleida en Catalogne) et décédé le 14 janvier 1628 à Valence. Il introduit le ténébrisme dans la péninsule.

## Biographie
Catalan d'origine, il s'installe un premier temps à Madrid où il se forme dans le milieu artistique de l'Escurial (Navarrette, Tibaldi, Cambiaso), se marie et a trois enfants.
En 1599, il part pour Valence, travaille pour le patriarche Juan de Ribera, découvre la révolution baroque des Carrache et du Caravage (peut-être lors d'un voyage en Italie) et introduit le naturalisme en Espagne, formant et travaillant avec des disciples tels Abdó Castanyeda, Vicent Castelló et son propre fils Juan. C'est dans les années 1620 qu'il atteint sa pleine maturité, dans des œuvres monumentales, sobres mais intensément expressives, où le miracle semble simple.

## Œuvres
- 1582 Les Préparatifs pour la crucifixion (Musée de l'Ermitage, Saint-Pétersbourg)
- 1595 Les Apôtres sur le tombeau du Christ (Musée de l'Ermitage, Saint-Petersbourg)
- 1601 Le Martyre de sainte Catherine (Musée de l'Ermitage, Saint-Petersbourg)
- 1612 La Vision de Simon (National Gallery, Londres)
- 1620 La Présentation de la Vierge au temple (National Gallery or Art, Washington)
- 1620 Saint François réconforté par un ange musicien (Musée du Prado, Madrid)
- 1622 Saint François embrassant le Christ en croix (Musée des Beaux-Arts, Valence)
- 1624 Le Couronnement de la Vierge (J. Paul Getty Museum, Los Angeles)
- 1626 Le Christ embrassant saint Bernard (Musée du Prado, Madrid)
- 1626 Retable de la chartreuse de Porta-Coeli  (Musée de Portacoeli, Valence)

## Galerie

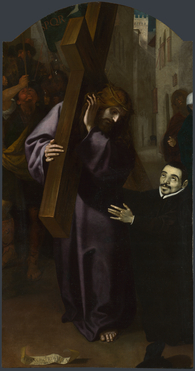
1612 Vision du père Simó (National Gallery)
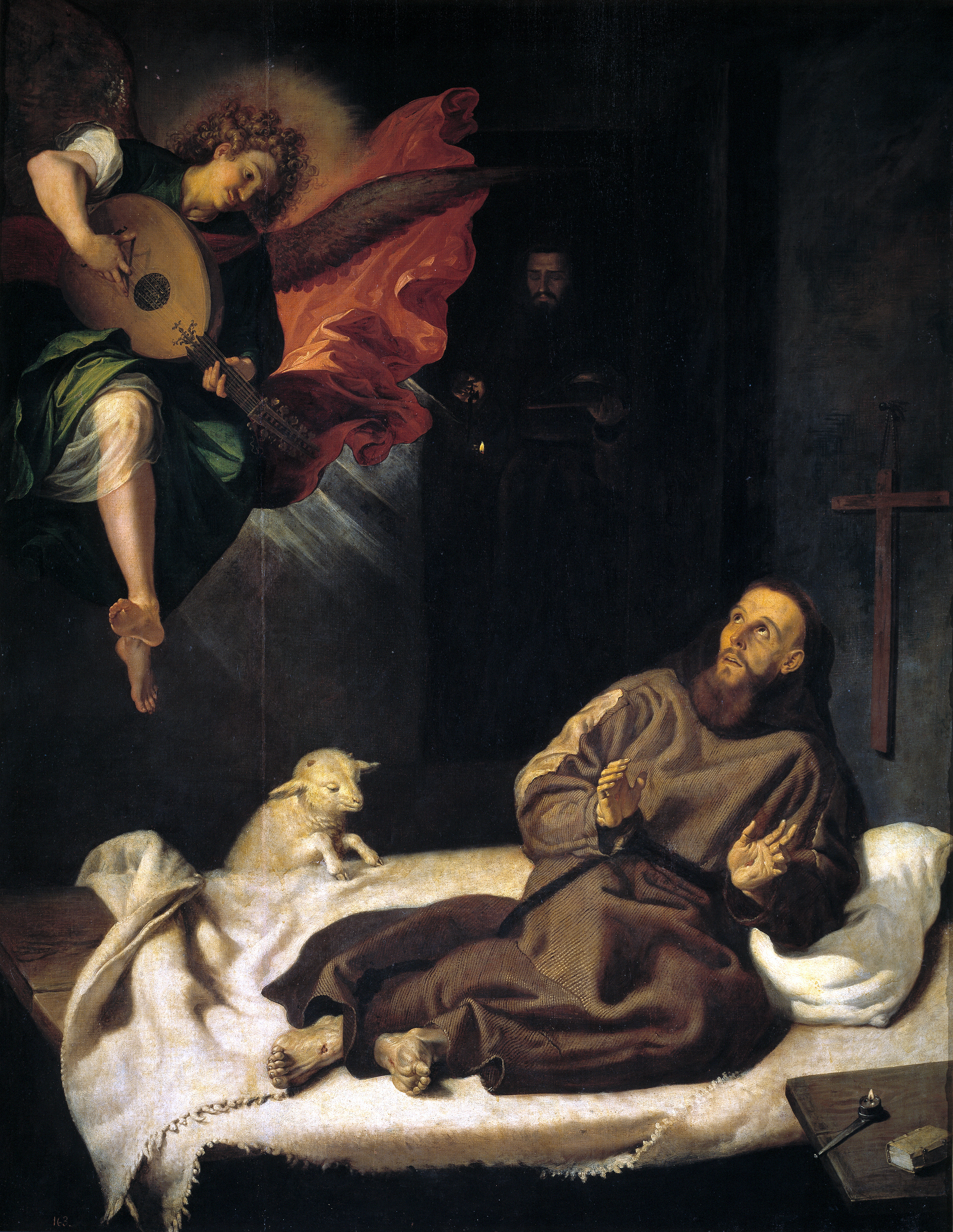
1620 Saint François réconforté par un ange musicien (Prado)
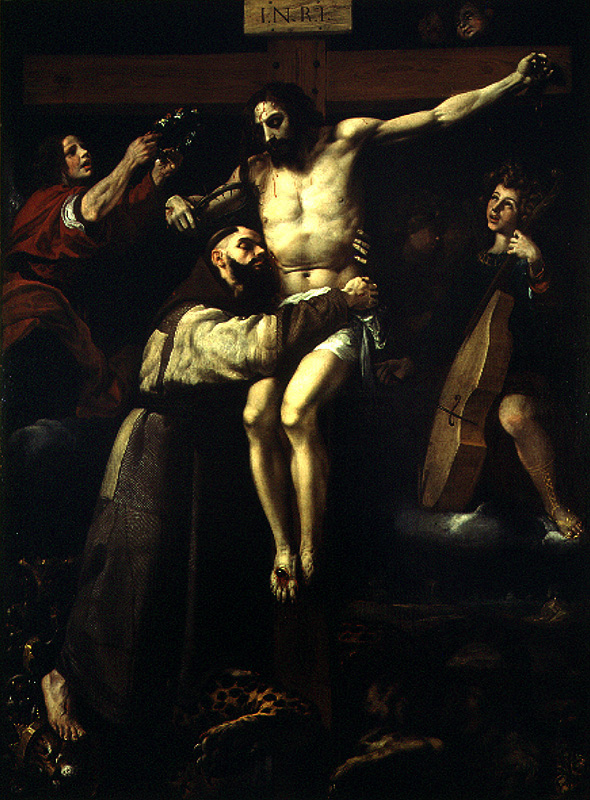
1622 Saint François embrassant le Christ en croix (Valence)
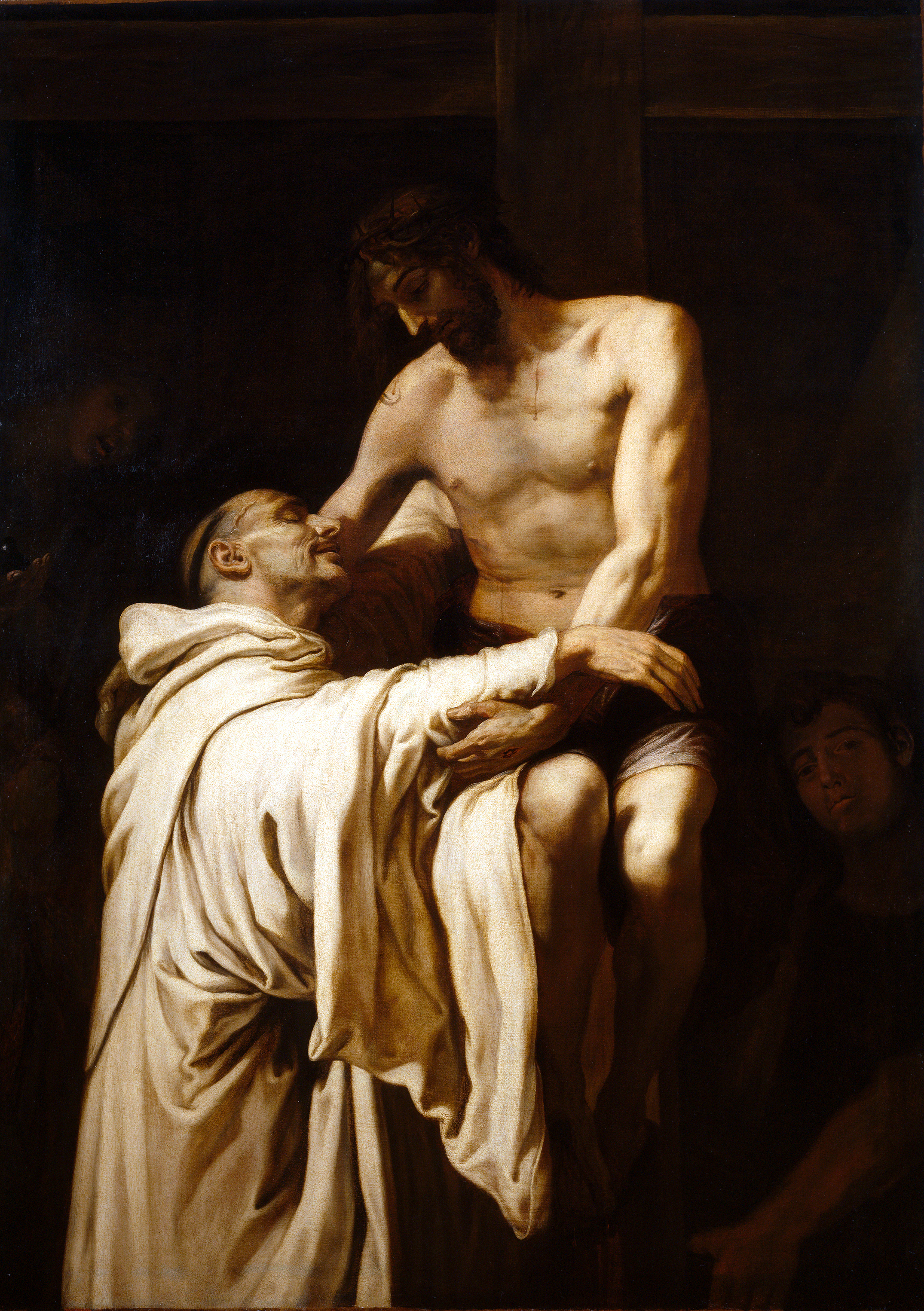
1626 Le Christ embrassant saint Bernard de Clairvaux (Prado)
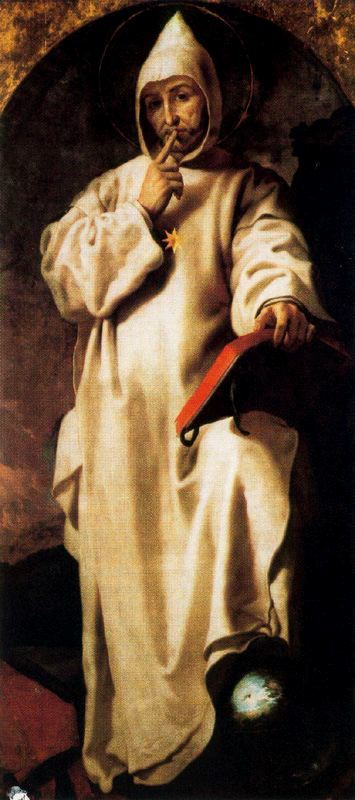
1626 Bruno le Chartreux (Valence)